# Ойо-де-Мансанарес
Ойо-де-Мансанарес (ісп. Hoyo de Manzanares) — муніципалітет в Іспанії, у складі автономної спільноти Мадрид. Населення — 7600 осіб (2010).
Муніципалітет розташований на відстані близько 28 км на північний захід від Мадрида.
На території муніципалітету розташовані такі населені пункти: (дані про населення за 2010 рік)
- Берсалехо: 54 особи
- Берсоса: 2021 особа
- Ойо-де-Мансанарес: 5066 осіб
- Навальєра: 30 осіб
- Парке-де-лас-Колінас: 421 особа
- Навальвільяр - Ель-Канчаль: 8 осіб

## Демографія
Динаміка населення (INE ):

## Галерея зображень

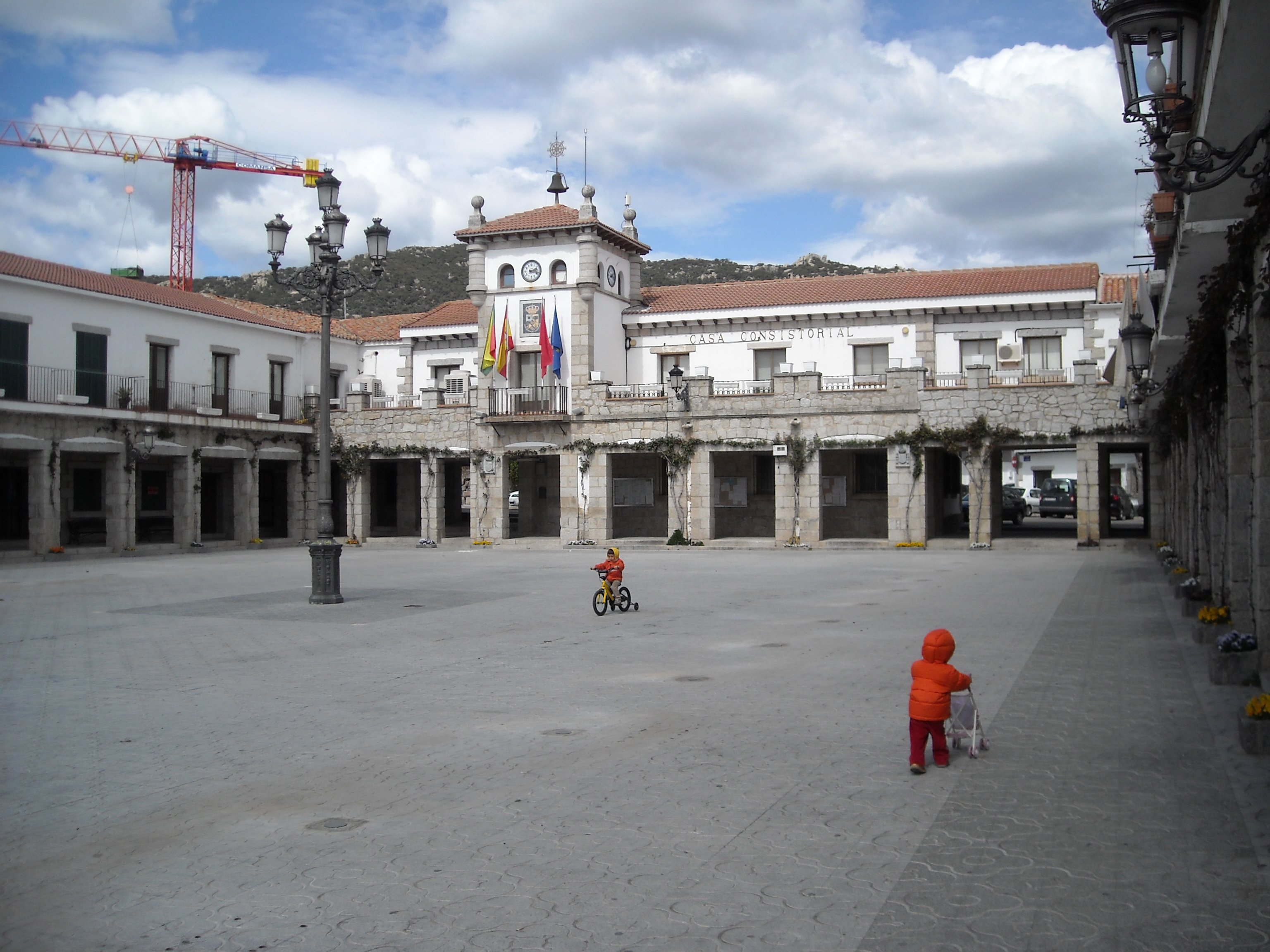
Центральна площа і ратуша
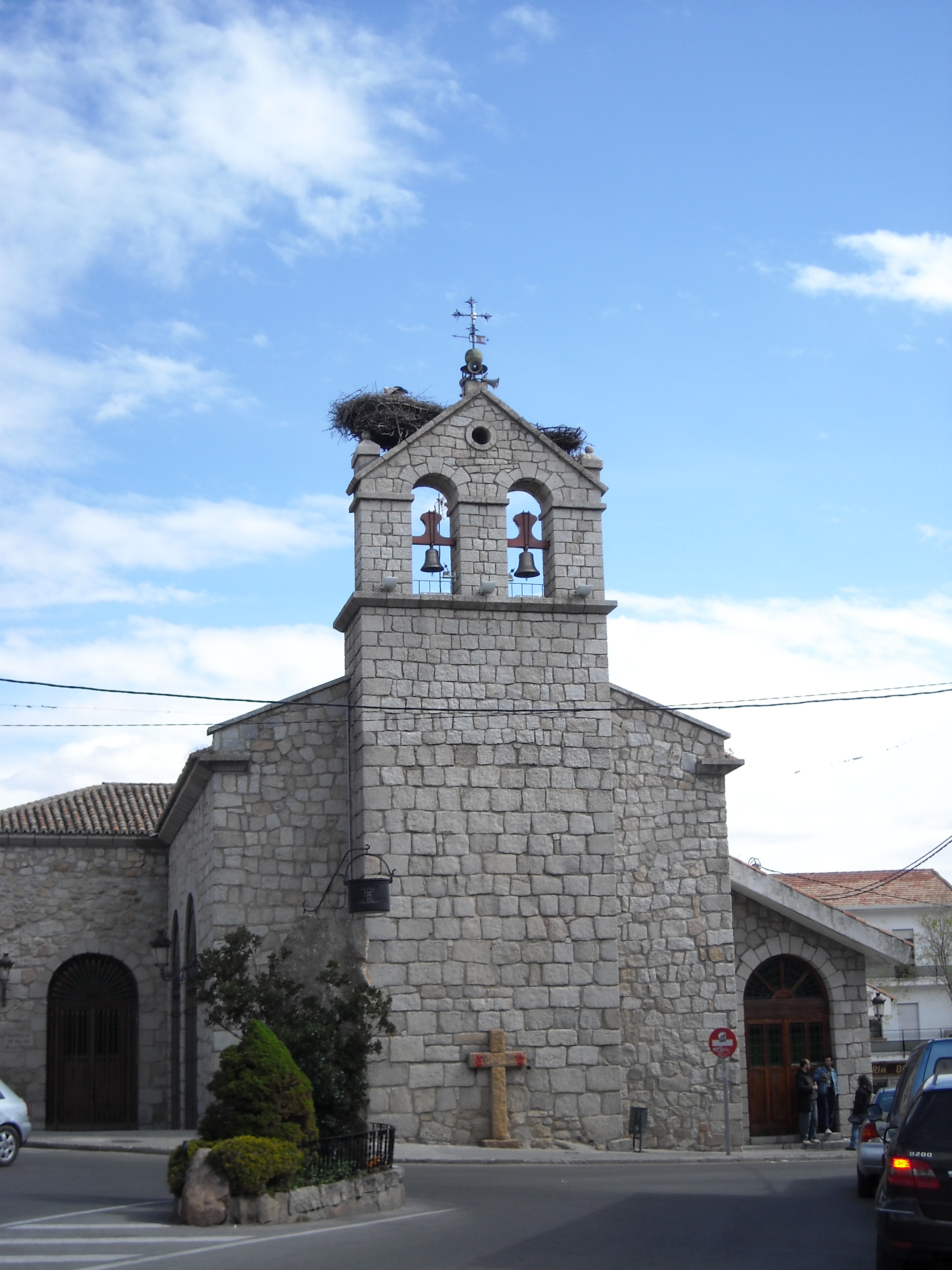
Парафіяльна церква